# Spielvereinigung Greuther Fürth 2004-2005
Questa voce raccoglie le informazioni riguardanti la Spielvereinigung Greuther Fürth nelle competizioni ufficiali della stagione 2004-2005.

## Stagione
Nella stagione 2004-2005 il Greuther Fürth, allenato da Benno Möhlmann, concluse il campionato di 2. Bundesliga al 5º posto. In Coppa di Germania il Greuther Fürth fu eliminato al secondo turno dall'Eintracht Francoforte.

## Rosa
| N. |                      | Ruolo | Calciatore         |
| -- | -------------------- | ----- | ------------------ |
| 1  | Slovenia (bandiera)  | P     | Borut Mavrič       |
| 2  | Germania (bandiera)  | D     | Heiko Westermann   |
| 3  | Rep. Ceca (bandiera) | D     | Tomáš Votava       |
| 4  | Croazia (bandiera)   | D     | Dario Dabac        |
| 5  | Germania (bandiera)  | D     | Thomas Kleine      |
| 6  | Germania (bandiera)  | C     | Mirko Reichel      |
| 7  | Germania (bandiera)  | C     | Thorsten Burkhardt |
| 8  | Germania (bandiera)  | C     | Mathias Surmann    |
| 9  | Germania (bandiera)  | A     | Danny Fuchs        |
| 10 | Germania (bandiera)  | A     | Marcus Feinbier    |
| 11 | Rep. Ceca (bandiera) | A     | Petr Ruman         |
| 12 | Germania (bandiera)  | D     | Christian Weber    |
| 13 | Germania (bandiera)  | C     | Jörg Albertz       |

| N. |                      | Ruolo | Calciatore       |
| -- | -------------------- | ----- | ---------------- |
| 14 | Germania (bandiera)  | C     | Olivier Caillas  |
| 15 | Germania (bandiera)  | C     | Florian Heller   |
| 16 | Germania (bandiera)  | D     | Carsten Birk     |
| 18 | Germania (bandiera)  | A     | Christian Eigler |
| 19 | Germania (bandiera)  | C     | Roberto Hilbert  |
| 20 | Germania (bandiera)  | A     | Sascha Rösler    |
| 21 | Svizzera (bandiera)  | D     | Frédéric Page    |
| 22 | Germania (bandiera)  | P     | Sven Neuhaus     |
| 23 | Germania (bandiera)  | A     | Christian Timm   |
| 24 | Germania (bandiera)  | P     | Stephan Essig    |
| 25 | Filippine (bandiera) | C     | Stephan Schröck  |
| 26 | Germania (bandiera)  | D     | Michael Krämer   |
| 27 | Germania (bandiera)  | C     | Markus Karl      |

## Organigramma societario
Area tecnica
- Allenatore: Benno Möhlmann
- Allenatore in seconda: Werner Dreßel
- Preparatore dei portieri: Günther Reichold
- Preparatori atletici:

## Calciomercato

### Sessione estiva
| Acquisti | Acquisti        | Acquisti                  | Acquisti |
| R.       | Nome            | da                        | Modalità |
| -------- | --------------- | ------------------------- | -------- |
| D        | Dario Dabac     | Union Berlino             |          |
| P        | Stephan Essig   | Greuther Fürth (juniores) |          |
| C        | Roberto Hilbert | Feucht                    |          |
| D        | Michael Krämer  | Greuther Fürth (juniores) |          |
| P        | Borut Mavrič    | Olimpia Lubiana           |          |
| D        | Frédéric Page   | Union Berlino             |          |
| D        | Tomáš Votava    | APOEL                     |          |

| Cessioni | Cessioni         | Cessioni       | Cessioni |
| R.       | Nome             | da             | Modalità |
| -------- | ---------------- | -------------- | -------- |
| C        | Jan Hoffmann     | Jahn Ratisbona |          |
| C        | Lukáš Jarolím    | Slovácko       |          |
| D        | Michael Kümmerle | Hoffenheim     |          |
| D        | Stéphane Leoni   | Rouen          |          |
| P        | Stephan Loboué   | Paderborn      |          |
| C        | Alf Mintzel      | Feucht         |          |

### Sessione invernale
| Acquisti | Acquisti       | Acquisti       | Acquisti |
| R.       | Nome           | da             | Modalità |
| -------- | -------------- | -------------- | -------- |
| A        | Christian Timm | Kaiserslautern |          |

| Cessioni | Cessioni       | Cessioni | Cessioni |
| R.       | Nome           | da       | Modalità |
| -------- | -------------- | -------- | -------- |
| D        | Michael Rundio | Siegen   |          |

## Risultati

### 2. Bundesliga

#### Girone di andata
| Arbitro: | Fröhlich |

|            |           |  |
| Votava 67’ | Marcatori |  |

| Arbitro: | Trautmann |

|             |           |                        |
| Akonnor 12’ | Marcatori | 22’ Caillas 71’ Rösler |

| Arbitro: | Scheppe |

|                |           |  |
| Westermann 10’ | Marcatori |  |

| Treviri 12 settembre 2004, ore 15:00 CEST 4ª giornata | Eintracht Treviri | 0 – 0 referto | Greuther Fürth | Moselstadion (5 400 spett.)\| Arbitro: \| Seemann \| |
| Arbitro:                                              | Seemann           |               |                |                                                      |

| Arbitro: | Schriever |

|                         |           |  |
| Rösler 21’ Feinbier 36’ | Marcatori |  |

| Arbitro: | Hoyzer |

|              |           |  |
| Ahanfouf 45’ | Marcatori |  |

| Arbitro: | Rafati |

|                        |           |  |
| Reichel 42’ Rösler 56’ | Marcatori |  |

| Arbitro: | Gagelmann |

|  |           |            |
|  | Marcatori | 22’ Rösler |

| Arbitro: | Jansen |

|                        |           |           |
| Rösler 37’ Hilbert 58’ | Marcatori | 36’ Lenze |

| Arbitro: | Kircher |

|                 |           |                         |
| Dundee 68’, 88’ | Marcatori | 30’ Feinbier 74’ Rösler |

| Arbitro: | Kinhöfer |

|  |           |            |
|  | Marcatori | 69’ Scherz |

| Arbitro: | Stachowiak |

|                        |           |                       |
| Oppitz 46’ Scholze 80’ | Marcatori | 17’ Page 90’ Feinbier |

| Arbitro: | Walz |

|                          |           |  |
| Caillas 11’ Feinbier 77’ | Marcatori |  |

| Arbitro: | Kempter |

|           |           |  |
| Tiéku 58’ | Marcatori |  |

| Arbitro: | Henschel |

|                                  |           |                           |
| Feinbier 42’, 57’ Westermann 87’ | Marcatori | 70’ Schoof 83’ Nascimento |

| Arbitro: | Gräfe |

|                             |           |                   |
| Lehmann 76’ (rig.) Týce 80’ | Marcatori | 59’ (rig.) Rösler |

| Arbitro: | Meyer |

|                                    |           |                       |
| Hilbert 4’ Feinbier 67’ Rösler 84’ | Marcatori | 5’ Fiél 80’ Scharping |

#### Girone di ritorno
| Arbitro: | Jansen |

|                            |           |                                                |
| Tredup 37’ Felgenhauer 90’ | Marcatori | 31’ Feinbier 44’ Kleine 82’ Burkhardt 88’ Timm |

| Arbitro: | Schmidt |

|                                     |           |            |
| Hilbert 8’ Caillas 26’ Feinbier 61’ | Marcatori | 11’ Copado |

| Arbitro: | Pickel |

|                         |           |            |
| Demir 18’ Juskowiak 35’ | Marcatori | 48’ Kleine |

| Arbitro: | Drees |

|                                 |           |                                |
| Eigler 5’ Ruman 12’ Hilbert 70’ | Marcatori | 55’ Mamić 84’, 90’ Patschinski |

| Arbitro: | Gräfe |

|           |           |                         |
| David 42’ | Marcatori | 12’ Hilbert 59’ Albertz |

| Arbitro: | Meyer |

|            |           |                         |
| Eigler 87’ | Marcatori | 3’ Grlić 22’, 81’ Houdt |

| Arbitro: | Fröhlich |

|                    |           |  |
| Gunkel 9’ Rost 86’ | Marcatori |  |

| Arbitro: | Kinhöfer |

|                   |           |  |
| Weissenberger 30’ | Marcatori |  |

| Arbitro: | Grudzinski |

|          |           |  |
| Timm 26’ | Marcatori |  |

| Arbitro: | Anklam |

|               |           |             |
| Burkhardt 90’ | Marcatori | 86’ Geißler |

| Arbitro: | Wagner |

|                                     |           |                       |
| Podolski 24’ (rig.) Scherz 29’, 51’ | Marcatori | 70’ Albertz 79’ Ruman |

| Arbitro: | Lupp |

|  |           |               |
|  | Marcatori | 37’ Brinkmann |

| Arbitro: | Schößling |

|                       |           |           |
| Reuter 29’ Benčík 53’ | Marcatori | 31’ Ruman |

| Arbitro: | Pickel |

|                                          |           |               |
| Schröck 24’ Ruman 26’ Reichel 43’ (rig.) | Marcatori | 7’, 11’ Keïta |

| Arbitro: | Schmidt |

|  |           |                     |
|  | Marcatori | 82’ Timm 84’ Rösler |

| Arbitro: | Kircher |

|               |           |                                           |
| Ruman 2’, 78’ | Marcatori | 16’ Milchraum 50’ Kolomazník 79’ Agostino |

| Arbitro: | Wagner |

|  |           |             |
|  | Marcatori | 81’ Albertz |

### Coppa di Germania
| Arbitro: | Weiner |

|                |           |                              |
| Zimmermann 89’ | Marcatori | 86’ Westermann 107’ Feinbier |

| Arbitro: | Gräfe |

|                                            |           |                      |
| Wiedener 14’ Lenze 76’ Meier 103’ Cha 110’ | Marcatori | 34’ Fuchs 85’ Rösler |

## Statistiche

### Statistiche di squadra
| Competizione      | Punti | In casa | In casa | In casa | In casa | In casa | In casa | In trasferta | In trasferta | In trasferta | In trasferta | In trasferta | In trasferta | Totale | Totale | Totale | Totale | Totale | Totale | DR |
| Competizione      | Punti | G       | V       | N       | P       | Gf      | Gs      | G            | V            | N            | P            | Gf           | Gs           | G      | V      | N      | P      | Gf     | Gs     | DR |
| ----------------- | ----- | ------- | ------- | ------- | ------- | ------- | ------- | ------------ | ------------ | ------------ | ------------ | ------------ | ------------ | ------ | ------ | ------ | ------ | ------ | ------ | -- |
| 2. Bundesliga     | 56    | 17      | 11      | 2       | 4       | 30      | 20      | 17           | 6            | 3            | 8            | 21           | 22           | 34     | 17     | 5      | 12     | 51     | 42     | +9 |
| Coppa di Germania | -     | 0       | 0       | 0       | 0       | 0       | 0       | 2            | 1            | 0            | 1            | 4            | 5            | 2      | 1      | 0      | 1      | 4      | 5      | -1 |
| Totale            | 56    | 17      | 11      | 2       | 4       | 30      | 20      | 19           | 7            | 3            | 9            | 25           | 27           | 36     | 18     | 5      | 13     | 55     | 47     | +8 |

### Andamento in campionato
| Giornata  | 1 | 2 | 3 | 4 | 5 | 6 | 7 | 8 | 9 | 10 | 11 | 12 | 13 | 14 | 15 | 16 | 17 | 18 | 19 | 20 | 21 | 22 | 23 | 24 | 25 | 26 | 27 | 28 | 29 | 30 | 31 | 32 | 33 | 34 |
| --------- | - | - | - | - | - | - | - | - | - | -- | -- | -- | -- | -- | -- | -- | -- | -- | -- | -- | -- | -- | -- | -- | -- | -- | -- | -- | -- | -- | -- | -- | -- | -- |
| Luogo     | C | T | C | T | C | T | C | T | C | T  | C  | T  | C  | T  | C  | T  | C  | T  | C  | T  | C  | T  | C  | T  | T  | C  | C  | T  | C  | T  | C  | T  | C  | T  |
| Risultato | V | V | V | N | V | P | V | V | V | N  | P  | N  | V  | P  | V  | P  | V  | V  | V  | P  | N  | V  | P  | P  | P  | V  | N  | P  | P  | P  | V  | V  | P  | V  |
| Posizione | 4 | 2 | 1 | 1 | 1 | 1 | 1 | 1 | 1 | 1  | 1  | 3  | 3  | 3  | 2  | 4  | 3  | 3  | 2  | 3  | 3  | 2  | 3  | 3  | 3  | 3  | 3  | 4  | 5  | 7  | 6  | 5  | 6  | 5  |

Legenda:

Luogo: C = Casa; T = Trasferta. Risultato: V = Vittoria; N = Pareggio; P = Sconfitta.

### Statistiche dei giocatori
| Giocatore     | 2. Bundesliga | 2. Bundesliga | 2. Bundesliga | 2. Bundesliga | Coppa di Germania | Coppa di Germania | Coppa di Germania | Coppa di Germania | Totale   | Totale | Totale      | Totale     |
| Giocatore     | Presenze      | Reti          | Ammonizioni   | Espulsioni    | Presenze          | Reti              | Ammonizioni       | Espulsioni        | Presenze | Reti   | Ammonizioni | Espulsioni |
| ------------- | ------------- | ------------- | ------------- | ------------- | ----------------- | ----------------- | ----------------- | ----------------- | -------- | ------ | ----------- | ---------- |
| J. Albertz    | 13            | 3             | 0             | 0             | 0                 | 0                 | 0                 | 0                 | 13       | 3      | 0           | 0          |
| C. Birk       | 5             | 0             | 0             | 1             | 1                 | 0                 | 0                 | 0                 | 6        | 0      | 0           | 1          |
| T. Burkhardt  | 21            | 2             | 2             | 0             | 2                 | 0                 | 0                 | 0                 | 23       | 2      | 2           | 0          |
| O. Caillas    | 30            | 3             | 7             | 1             | 2                 | 0                 | 1                 | 0                 | 32       | 3      | 8           | 1          |
| D. Dabac      | 20            | 0             | 0             | 0             | 0                 | 0                 | 0                 | 0                 | 20       | 0      | 0           | 0          |
| C. Eigler     | 21            | 2             | 0             | 0             | 1                 | 0                 | 0                 | 0                 | 22       | 2      | 0           | 0          |
| S. Essig      | 0             | 0             | 0             | 0             | 0                 | 0                 | 0                 | 0                 | 0        | 0      | 0           | 0          |
| M. Feinbier   | 30            | 9             | 7             | 0             | 2                 | 1                 | 0                 | 0                 | 32       | 10     | 7           | 0          |
| D. Fuchs      | 9             | 0             | 1             | 0             | 1                 | 1                 | 1                 | 0                 | 10       | 1      | 2           | 0          |
| F. Heller     | 15            | 0             | 3             | 0             | 0                 | 0                 | 0                 | 0                 | 15       | 0      | 3           | 0          |
| R. Hilbert    | 26            | 5             | 4             | 0             | 2                 | 0                 | 0                 | 0                 | 28       | 5      | 4           | 0          |
| M. Karl       | 1             | 0             | 0             | 0             | 0                 | 0                 | 0                 | 0                 | 1        | 0      | 0           | 0          |
| T. Kleine     | 32            | 2             | 4             | 1             | 2                 | 0                 | 0                 | 0                 | 34       | 2      | 4           | 1          |
| M. Krämer     | 2             | 0             | 1             | 0             | 0                 | 0                 | 0                 | 0                 | 2        | 0      | 1           | 0          |
| B. Mavrič     | 25            | 0             | 0             | 0             | 1                 | 0                 | 0                 | 0                 | 26       | 0      | 0           | 0          |
| S. Neuhaus    | 9             | 0             | 0             | 0             | 1                 | 0                 | 0                 | 0                 | 10       | 0      | 0           | 0          |
| F. Page       | 31            | 1             | 0             | 1             | 2                 | 0                 | 0                 | 0                 | 33       | 1      | 0           | 1          |
| M. Reichel    | 17            | 2             | 6             | 0             | 2                 | 0                 | 2                 | 0                 | 19       | 2      | 8           | 0          |
| P. Ruman      | 22            | 6             | 1             | 1             | 2                 | 0                 | 1                 | 0                 | 24       | 6      | 2           | 1          |
| M. Rundio     | 1             | 0             | 0             | 0             | 0                 | 0                 | 0                 | 0                 | 1        | 0      | 0           | 0          |
| S. Rösler     | 33            | 9             | 3             | 0             | 2                 | 1                 | 0                 | 0                 | 35       | 10     | 3           | 0          |
| S. Schröck    | 12            | 1             | 1             | 0             | 0                 | 0                 | 0                 | 0                 | 12       | 1      | 1           | 0          |
| M. Surmann    | 14            | 0             | 1             | 0             | 0                 | 0                 | 0                 | 0                 | 14       | 0      | 1           | 0          |
| C. Timm       | 17            | 3             | 2             | 0             | 0                 | 0                 | 0                 | 0                 | 17       | 3      | 2           | 0          |
| T. Votava     | 3             | 1             | 0             | 0             | 1                 | 0                 | 0                 | 0                 | 4        | 1      | 0           | 0          |
| C. Weber      | 29            | 0             | 7             | 0             | 2                 | 0                 | 1                 | 0                 | 31       | 0      | 8           | 0          |
| H. Westermann | 33            | 2             | 6             | 0             | 2                 | 1                 | 0                 | 0                 | 35       | 3      | 6           | 0          |